# Dellani Lima
Dellani Lima (Campina Grande, 28 de janeiro de 1975) é um cineasta, músico, artista visual e ator brasileiro.
Ele cresceu em Fortaleza, onde desenvolveu seu interesse pelas artes e estudou cinema no Instituto Dragão do Mar de 1996 a 2000. Nascido em uma família de classe trabalhadora, ele começou sua trajetória profissional como operário antes de se dedicar ao cinema e à música.
No início da década de 2000, Dellani Lima mudou-se para Belo Horizonte, onde se envolveu ativamente no cenário audiovisual local. Ele deu aulas em cursos e oficinas, além de realizar diversas funções técnicas e artísticas em seus projetos e de outros cineastas. Paralelamente, em São Paulo, trabalhou como cinegrafista em filmes pornográficos.
A obra de Dellani Lima, realizada principalmente em Belo Horizonte antes de sua mudança para São Paulo em 2015, é frequentemente ambientada em interiores domésticos geralmente esvaziados, caóticos ou arruinados. Ele reconfigura o legado iconoclasta do cinema marginal brasileiro, incorporando estratégias estéticas do punk e explorando a colagem ensaística do superoitismo brasileiro. Seus trabalhos também exploram experimentos gráficos, happening, poesia visual e performance, encontrando-se na interseção entre a videoarte e o videoclipe. Os temas recorrentes em seus filmes incluem amor, trabalho, drogas e o colapso do mundo contemporâneo.
Ao longo de sua carreira, Dellani Lima dirigiu documentários, videoartes, videoclipes e dezenas de longas, curtas e médias metragens. Ele trabalhou em projetos solo, em dupla e em trio, colaborando com outros artistas e profissionais criativos. Uma de suas contribuições mais significativas foi o livro "Cinema de Garagem: um inventário afetivo sobre o jovem cinema brasileiro do século XXI", em parceria com o crítico e realizador Marcelo Ikeda, uma publicação que buscou organizar a produção independente de audiovisual brasileiro dos anos 2000.
Dellani Lima também é conhecido por sua atuação como ator em filmes do cinema contemporâneo brasileiro. Sua presença pode ser vista em filmes como "Os Residentes" (2010), dirigido por Tiago Mata Machado, "Linz, onde todos os acidentes acontecem" (2013), de Alexandre Veras, "Tropykaos" (2015), de Daniel Lisboa, e “Os dias sem Tereza” (2018), de Thiago Taves Sobreiro, entre outros.
Em 2013, seu curta-metragem "Aquele Cara" participou de importantes mostras e festivais no Brasil e no Exterior, como na retrospectiva “Brasil!” da Cinemateca Francesa.
Em 2015, seu filme "O Tempo Não Existe no Lugar em Que Estamos" foi premiado na 18ª Mostra de Cinema de Tiradentes.
Outro fato marcante em sua trajetória, foi sua participação na equipe de montagem do documentário "Democracia em Vertigem" (2019), de Petra Costa, filme indicado ao Oscar.
Em 2021, lançou o documentário “As Faces do Mao”, com codireção de Lucas Barbi, que estreou na 45ª Mostra Internacional de Cinema de São Paulo. O filme retrata José Rodrigues Mao, vocalista e compositor dos Garotos Podres, icônica banda punk brasileira dos anos 80.
Em 2022, teve uma retrospectiva no Museu de Arte Moderna do Rio de Janeiro, que reuniu a maior parte de sua produção audiovisual. 
Ele também lançou o documentário “Quem Tem Medo?”, com codireção de Henrique Zanoni e Ricardo Alves Jr, exibido em festivais importantes, como É Tudo Verdade, Doclisboa e o Festival Internacional do Novo Cinema Latino-Americano de Havana.
Além de sua atuação no cinema, Dellani Lima também é músico. Ele utiliza o nome artístico "Tuca" na música, mas também é conhecido por seu nome original. Participou de projetos musicais como "Madame Rrose Sélavy", "TucA" e "SDDS", explorando diferentes estilos e expressões musicais com a música eletrônica.

## Carreira

### Longas-metragens
| Ano  | Obra                                       | Notas                                             |
| ---- | ------------------------------------------ | ------------------------------------------------- |
| 2006 | O Céu Está Azul Com Nuvens Vermelhas       |                                                   |
| 2009 | Sociedade dos Amigos do Crime              |                                                   |
| 2015 | O Tempo Não Existe no Lugar em que Estamos |                                                   |
| 2015 | Trago Seu Amor                             |                                                   |
| 2016 | Planeta Escarlate                          | Co-direção Jonnata Doll                           |
| 2017 | Pássaro Transparente                       |                                                   |
| 2017 | Apto420                                    |                                                   |
| 2019 | Copo Vazio                                 |                                                   |
| 2020 | Rompecabezas                               |                                                   |
| 2021 | As Faces do Mao                            | Co-direção Lucas Barbi                            |
| 2022 | Quem Tem Medo?                             | Co-direção Henrique Zanoni e Ricardo Alves Jr.    |
| 2022 | Eu Não Me Calo                             | Co-direção Kátia Caliendo e Rafael Morato Zanatto |

### Médias-metragens
| Ano  | Obra                            | Notas                                    |
| ---- | ------------------------------- | ---------------------------------------- |
| 2004 | Sobre o Amor em Tempos Difíceis |                                          |
| 2008 | O Sonho Segue Sua Boca          |                                          |
| 2013 | Vertigem Branca                 | Co-direção Breno Silva e Simone Cortezão |

### Curtas-metragens
| Ano  | Obra                              | Notas                                   |
| ---- | --------------------------------- | --------------------------------------- |
| 2002 | Adão Não Tinha Casa No Paraíso    | Co-direção Breno Silva e Wayner Tristão |
| 2007 | Inquietude [Versão Light]         |                                         |
| 2008 | Eu Hoje Estou com Fome de Amor    |                                         |
| 2009 | Bolivia Te Extraño                | Co-direção Joacélio Batista             |
| 2010 | Calça de Veludo                   | Co-direção Ana Moravi                   |
| 2010 | Afrika                            | Co-direção Joacélio Batista             |
| 2010 | Bem Vindo, Guilherme              | Co-direção Rodrigo Lacerda, Jr          |
| 2011 | Copacabana                        | Co-direção Joacélio Batista             |
| 2012 | Adorável Criatura                 |                                         |
| 2013 | Aquele Cara                       |                                         |
| 2015 | Agreste                           |                                         |
| 2016 | Tudo Aqui Dentro É Feito De Vento |                                         |
| 2016 | Da Janela Pra Consolação          |                                         |

### Videoartes
| Ano  | Obra                                           | Notas                          |
| ---- | ---------------------------------------------- | ------------------------------ |
| 2002 | Tudo que não C[R]io é F[R]icção                |                                |
| 2002 | Plano-Seqüência para Peixoto                   |                                |
| 2002 | Plano-Seqüência para os Amigos                 |                                |
| 2003 | Netsplit: Queda de Conexão                     |                                |
| 2005 | Quando Morri na Baía da Guanabara              |                                |
| 2005 | Quem Navega no Mar Sempre Encontra um Lugar    |                                |
| 2007 | Enquanto Houver Amor Entre Meus Pés            |                                |
| 2007 | O Amor e o Desejo Podem Ter Excesso            | Co-direção Rodrigo Lacerda, Jr |
| 2008 | Libertária                                     |                                |
| 2008 | Hexagramas                                     |                                |
| 2009 | Vintage Dance                                  | Co-direção Rodrigo Lacerda, Jr |
| 2009 | El Dia Que Me Quieras                          | Co-direção Ana Moravi          |
| 2010 | Fôlego                                         |                                |
| 2010 | Eu e o Diabo                                   |                                |
| 2011 | Nenhum Lugar                                   | Co-direção Ana Moravi          |
| 2011 | Rio Negro                                      | Co-direção Ana Moravi          |
| 2011 | Antes Pássaro, Agora Peixe                     | Co-direção Ana Moravi          |
| 2011 | Boca do Rio                                    | Co-direção Ana Moravi          |
| 2012 | Estrela                                        |                                |
| 2013 | É início da primavera e ainda penso no inverno |                                |
| 2017 | Navio de Ísis                                  |                                |

### Videoclipes
| Ano  | Música                                              | Banda                                                                  | Notas                                       |
| ---- | --------------------------------------------------- | ---------------------------------------------------------------------- | ------------------------------------------- |
| 2003 | Lamento                                             | Horrorshow                                                             |                                             |
| 2012 | De azul para cinza                                  | Madame Rrose Sélavy                                                    | Co-direção Tiago Mata Machado               |
| 2013 | Verdade absoluta                                    | Autoramas                                                              |                                             |
| 2014 | Monalisa de Bigode                                  | Madame Rrose Sélavy                                                    |                                             |
| 2014 | Vida açucarina                                      | Madame Rrose Sélavy                                                    |                                             |
| 2015 | Solidão                                             | Sara Não Tem Nome                                                      | Co-direção Jonnata Doll e Sara Não Tem Nome |
| 2015 | Vida sim                                            | Graveola                                                               |                                             |
| 2015 | Novo mundo                                          | TucA                                                                   |                                             |
| 2015 | Merda pela grama                                    | Madame Rrose Sélavy                                                    |                                             |
| 2016 | Roxy Music                                          | Verónica Decide Morrer                                                 |                                             |
| 2016 | Ele já atravessou todos os oceanos do mundo (Remix) | Constantina                                                            |                                             |
| 2016 | Bicicleta                                           | Daniel Groove                                                          |                                             |
| 2016 | Quem é que precisa?                                 | Jonnata Doll e os Garotos Solventes feat Dado Villa Lobos              |                                             |
| 2016 | Brazyl                                              | Edifício garagem                                                       |                                             |
| 2017 | Lunaparques                                         | Vinikov                                                                |                                             |
| 2018 | Eterno retorno                                      | Madame Rrose Sélavy                                                    |                                             |
| 2018 | Pássaro azul                                        | Jonnata Doll e os Garotos Solventes                                    |                                             |
| 2019 | Trabalho trabalho trabalho                          | Jonnata Doll e os Garotos Solventes feat. Ava Rocha e Fernando Catatau |                                             |
| 2019 | Homem negro                                         | Nicolas Não Tem Banda                                                  |                                             |
| 2020 | Mucha policía, poca diversión                       | Garotos Podres                                                         |                                             |